# Thaumatocrinus naresi
Thaumatocrinus naresi is een haarster uit de familie Pentametrocrinidae.
De wetenschappelijke naam van de soort werd in 1888 gepubliceerd door Philip Herbert Carpenter.